# Eurytoma abrotani
Eurytoma abrotani är en stekelart som först beskrevs av Georg Wolfgang Franz Panzer 1801.  Eurytoma abrotani ingår i släktet Eurytoma och familjen kragglanssteklar. Inga underarter finns listade i Catalogue of Life.